# Свято єдності народу Казахстану
День єдності народу Казахстану державне свято Республіки Казахстан, що відзначається щорічно 1 травня. Цей день є вихідним і відзначається на державному рівні з 1996 замість скасованого Дня праці.

## Історія
У Казахській Радянській Соціалістичній Республіці 1 травня традиційно відзначали «День міжнародної солідарності трудящих», який супроводжувався масовими демонстраціями і парадами. Остання радянська першотравнева демонстрація пройшла у Казахстані у 1990 році. «Свято єдності народу Казахстану» почали відзначати з 1996 року. 18 жовтня 1995 року Президент Казахстану Нурсултан Назарбаєв підписав указ про призначення 1 травня — днем єдності народу Казахстану,  скасувавши таким чином свято День праці.

## Обґрунтування
На думку політичних діячів Казахстану, збереження міжнаціональної та міжрелігійної злагоди є одним з головних пріоритетів політики держави.
Зокрема, аким (мер) Алмати Бауиржан Байбек відзначиє: «Свято єдності народу Казахстану за своїм духом відображає багатовікові традиції Великого степу — відкритість, здруженість, толерантність, гостинність».
У республіці з 1995 року діє Асамблея народу Казахстану, головою якої є глава держави. Основним завданням організації є вироблення пропозицій щодо проведення державної політики, що сприяє розвитку дружніх відносин між представниками понад 100 етносів, що проживають на території країни.
29 квітня 2010 року в Казахстані прийнята Доктрина національної єдності, в якій підкреслюється: «Якщо на етапі становлення держави головним завданням була консолідація суспільства на основі міжетнічної толерантності та суспільної злагоди, то на новому етапі розвитку країни стратегічним пріоритетом стає досягнення національної єдності, заснованого на визнання загальної для всіх громадян системи цінностей і принципів».

## Святкування
У «День єдності народу Казахстану» щорічно проходять святкові гуляння. Наймасовіші з них відбуваються в столиці Казахстану Астані та першій столиці Алмати. В Алмати свято відзначають перед Палацом Республіки. Святкування доповнює музична програма за участю артистів казахстанської естради та колективів етнокультурних об'єднань.
В Астані народні гуляння на честь свята зазвичай проходять на площі біля монументу «Қазақ Елі». Крім виступів артистів естради, творчих колективів національно-культурних об'єднань, артистів Державної академічної філармонії проводяться спортивні змагання з національних видів спорту - куресу (каз. қазақ күресі), арқан тартис, асық ату, гір тасин көтеру і армреслінгу. Також 1 травня у містах Казахстану щорічно проходять етнокультурні виставки, на яких встановлюються національні житла представників усіх націй і народностей країни. На них представлені предмети національного одягу, традиційні прикраси, традиції і звичаї народностей Казахстану.